# ピート・カイザー
ペートレス・ヨハンネス・カイザー（Petrus Johannes Keizer、1943年6月14日 - 2017年2月10日）は、オランダ出身の元サッカー選手。ポジションはフォワード（ウインガー）。

## 経歴
カイザーは1961年にアヤックスで選手経歴を開始して以来、一貫してアヤックスでプレーを続け1974年に現役引退するまで364試合に出場し146得点を記録した。出場記録はクラブ史上第4位の記録である。
左ウイングのカイザーとセンターフォワードのヨハン・クライフのコンビは "royal pair"または"the starter and the finisher"と呼ばれ、1972年のUEFAチャンピオンズカップ決勝のインテル・ミラノ戦ではカイザーの精度の高いクロスからクライフが得点を決める場面も見られた。
高い実力の持ち主であり、一部専門家や選手からはクライフよりも高い評価をされていた。しかし、その影には常にクライフの存在があり、次第に両者は険悪な関係となっていった。この争いは1974年にクライフと監督のリヌス・ミケルスがスペインのFCバルセロナへ移籍した事で終結した。
オランダ代表としても1962年の代表デビューから1974年までに国際Aマッチ34試合出場11得点を記録した。1974年のFIFAワールドカップ・西ドイツ大会にも出場し、当初はレギュラーと考えられていたが、1次リーグの
スウェーデン戦以降、出場機会を失った。そして、この年を最後に31歳の若さで現役引退した。
2017年2月10日、肺癌により死去。73歳没。